# スタンフォード・ロバート・オブシンスキー
スタンフォード・ロバート・オブシンスキー (Stanford Robert Ovshinsky、1922年11月24日 – 2012年10月17日) は主にエネルギーと情報の分野で、50年以上にわたり400以上の特許を取得したアメリカ合衆国の技術者、科学者および発明家。
彼の発明の多くは、幅広い用途に使用されている。最も顕著なものの中には次のものがある: ノートパソコン、デジタルカメラ、携帯電話、そして電気自動車とハイブリッド車で広く使用されているニッケル・水素充電池; フレキシブル薄膜太陽エネルギーラミネートおよびパネル; フラットスクリーン液晶ディスプレイ; 書き換え可能なCDとDVD; 水素燃料電池; そして不揮発性相変化メモリ。

## 解説
オブシンスキーの業績は1940-50年代の神経生理学、神経疾患、哺乳類と機械の知能の性質、そしてサイバネティックスの研究過程でアモルファスおよび無秩序な材料の科学分野を開いた。アモルファスシリコン半導体は多くの技術と産業の基礎となっている。
オブシンスキーは正式な大学や大学院での訓練を受けずに独学で学んだことも特徴であった。彼の生涯を通じて、彼の科学への愛情と社会的信念は、彼の独創的な仕事の原動力であった。
1960年、オブシンスキーとまもなく2番目の妻となるアイリス・ディブナーは、デトロイトの店頭で、科学と技術を使用して重要な社会問題の解決に研究所を捧げるエネルギー変換研究所を設立。その後、エネルギーと情報の重要な分野に焦点を当て、彼らの新しい会社は、1964年にエナジー・コンバージョン・デバイセズ(ECD)として再編され、新産業を構築する最先端製品の発明および開発研究所となり、その多くは化石燃料を時代遅れにすることを目的としていた。
ECDは(ジョイントベンチャーやライセンスパートナーを通じて)太陽エネルギーおよびバッテリー製造をリードする大手企業として引き続きあり続けている。
2006年8月にアイリス・オブシンスキーが亡くなってから約1年後、オブシンスキーはECDを離れ、新会社オブシンスキー・イノベーション・LLCを設立し、新しいエネルギー技術と情報技術の科学的基礎を開発することに専念している。2007年10月にECDで水素駆動ハイブリッド車を含むあまたのエネルギー技術とオブシンスキーの水素ベース経済(いわゆる水素社会)についてのビジョンについて働いていた物理学者ローザ・ヤングと結婚。

## 生涯

### 青年期
オブシンスキーは、当時アメリカのゴム産業の中心地であったオハイオ州アクロンの工業都市で生まれ育った。1905年頃に東ヨーロッパを離れた労働者階級のリトアニア系ユダヤ人移民の両親—リトアニア出身のベンジャミン・オブシンスキーと現在のベラルーシ出身のベルタ・ムニッツ—の長男オブシンスキーは、大恐慌時代の幼い頃から社会活動に積極的に参加した。労働者とマイノリティの生活を改善し、文化と産業の利益を促進するという彼の生涯にわたる関心は、寛大でリベラルで高度に文化的な活動家であった父親に大きく由来している。(最初は)馬と荷馬車、そして後にはトラックで、ベン(ジャミン)・オブシンスキーは工場や鋳造所からスクラップ金属を集めて生計を立てていた。父親の模範と、社会正義を信奉する主にユダヤ人移民の組織であるアクロン労働者サークルによって提供された教えに基づいて、スタン(フォード)・オブシンスキーは、労働者の権利、公民権、および市民的自由を含む社会的価値への深いコミットメントを発展させた。

### 1950年代の業績

#### 機械工として働き、ベンジャミン・センター・ドライブを開発
1941年6月に高校を卒業する前に、オブシンスキーは、教師、工具メーカー(en)、機械工(en)として、ゴム産業に関連するさまざまな地元の店で働いていた。第二次世界大戦中、彼と彼の花嫁、ノーマ・リフキンは、彼がフェニックスからそう遠くないリッチフィールドにあるグッドイヤーの工場の工具室でしばらく働いていたアリゾナに引っ越した。戦争が終わる前に間もなくアクロンに戻り、オブシンスキーは最終的に自分の機械会社(スタンフォード・ロバーツ)を、最初は納屋で設立した。そこで彼は最初の発明であるベンジャミン・センター・ドライブ（彼の父にちなんで名付けられた）を開発し、特許を取得した。このユニークな自動高速センタードライブ旋盤は、多くの重要な用途に使用された。オブシンスキーが自分の会社をコネチカット州のニューブリテン・マシン・カンパニーに売却した後、朝鮮戦争中、戦時中の必要に応じて十分な量の砲弾(artillery shells)を製造するという国家的危機を解決するために使用された。一方、オブシンスキーは人間と機械の知性への関心を高め続け、神経生理学、神経疾患、サイバネティックスに関する研究文献を熱心に研究しており、ノーバート・ウィーナーと簡単に一致している。

#### インテリジェント・マシン、知能機械の研究
1951年、オブシンスキーはデトロイトに移り、ハップ・モーター・カンパニー(en)の研究部長として自動車業界で働くという申し出を受け入れた。インテリジェント・マシンの研究を続け、電動パワー・ステアリングを発明した、がしかしハップの社長はゼネラル・モーターズとの間で製品を利用するための取り決めを完了することに反対した。それから間もなく、スタン(フォード)と弟のハーブ・オブシンスキー(才能ある機械エンジニア, en)は、デトロイトの店舗にゼネラル・オートメーションという小さな会社を設立した。そこで、スタン(フォード)はインテリジェント・マシンの研究を続け、さまざまなエネルギーおよび情報技術の初期の研究開発に着手した。同時に、彼は神経生理学と神経疾患の研究を始めた。神経インパルスと知能の性質に関する初期の著作に基づいて、1955年6月にウェイン医科大学から哺乳類の小脳に関する先駆的な実験研究に参加するよう招待された。

### オビトロン
1950年代後半までに、ゼネラル・オートメーションで働いていた、オブシンスキーはこれらの異なる研究を発明にまとめた。神経生理学とサイバネティックスを含む、学者が伝統的に別々に保持している科学分野を横断し、スタン(フォード)は神経細胞の機械的モデルを発明し、ハーブ・オブシンスキーはオビトロン(Ovitron) と呼ばれるアモルファス薄膜スイッチの構築を手伝った。スタン(フォード)はこの装置の特許を取得し、兄弟は1959年にニューヨーク市でそれを公開した。神経細胞の学習能力をモデル化しようとした際に、スタン(フォード)は細胞膜の可塑性に由来するものであると認識し、彼は表面と材料に関する知識を利用してアモルファス材料の非常に薄い層を形成し、ナノ構造体の使用を開拓した。彼は特に、硫黄、セレン、テルルなどを含むカルコゲン化物として知られる酸素下の第16族元素を組み合わせて、これらの層を作成した。彼はこれから何十年も、彼の発明(家人生)でカルコゲン化物研究を続けた。

### 1960年代からの業績

#### エネルギー変換研究所
1960年1月1日、オブシンスキーとアイリス・ミロイ・ディブナー(ノーマ・リフキンとの離婚後すぐに結婚した《2番目の妻》)は社会問題、特に情報分野とエネルギー分野で彼らが見出したもの(例えば、汚染と石油をめぐる戦争)の解決において彼の発明を発展させるためにエネルギー変換研究所を設立した。アイリスは、スワースモア大学で動物学の学士号(BA)、ミシガン大学で生物学の修士号(MS)、ボストン大学で生化学の博士号(Ph.D)を取得していた。原子サイズレベルで設計されたカルコゲン化物材料の研究を続けるうちに、オブシンスキーは独自の電子物理メカニズムを提供することに気づき、彼は鎖状構造、架橋、ポリマーの概念、および膨大な数の非結合孤立電子対による二価構造結合を利用して、現在オブシンスキー効果 – 「低電圧を印加すると、特殊な種類のガラス状の薄膜が半導体に変わる効果。」と呼ばれるものを達成した。この効果を適用して、彼はオボニック相変化メモリとスレッショルド(敷居)・スイッチを含む新しいタイプの電子および光スイッチを構築した。前者は、その後の書き換え可能なCDやDVDの発明、および彼のコグニティブ・コンピュータを含むその他の新しいコンピューター技術の基礎となった。後者は、2017年に消費者市場に参入する相変化メモリ(インテル・Optane)で使用される。結晶分野で働いていた他の人々はバルク材料に基づいてデバイスを構築していたが、1960年代以降オブシンスキーの研究は薄膜とナノ構造に基づいていた。この結果の重要性を認識したオブシンスキーは、1961年6月21日に特許を申請し、1962年に相変化メモリに関する最初のライセンス契約を結んだ。

#### エナジー・コンバージョン・デバイセズ
1963年の春までに、オブシンスキー夫妻は、当初ECLに資金を提供していた貯蓄を使い果たした。公的資金を求める前に、スタンは著名な科学者から彼の研究の重要性を確認してもらいたいと考えていた。彼はトランジスタの共同発明者であり、超伝導のBCS理論の共同発見者であるノーベル賞受賞者のジョン・バーディーンに電話をかけた。バーディーンはすぐにオブシンスキーの仕事の重要性を認識したが、彼のスケジュールでは、5か月間ECLを訪問することができなかった。スタンは、「それまでに私たちは壊れるでしょう」と答えた。彼の代わりに、バーディーンはシカゴ大学の物理学者ヘルムート・フリッチェを派遣した。フリッチェはオブシンスキーの研究を積極的に支援し、他の科学者をオブシンスキー研究所に引き付けるのに貢献した。フリッチェとブライアン・シュワルツが後に書いたように、「オブシンスキーのペルソナには、人々を彼の領域に引き付け、生涯にわたる友情を築き、深い尊敬と献身を目覚めさせる不思議な性質があります。彼に会うと、誰もが彼の優れた知性、自信、社会を改善するための思いやり、そして彼のビジョンが実現できるという確信に深い印象を受けます。彼の熱意は伝染します。 彼の前に立つと、彼の努力に加わることがどれほどエキサイティングなことかを感じるでしょう」。友人や共同研究者としてその後数年間 ECL に定期的に参加した多くの有名な科学者の中には、デビッド・アドラー、バーディーン、アーサー・ビーネンストック、モレル・コーエン、福井謙一、ウィリアム・リプスコム、サー・ネビル・モット、ライナス・ポーリング、イジドール・イザーク・ラービ、エドワード・テラー、デビッド・ターンブル、ヴィクトル・ワイスコフ、ロバート・ラスバン・ウィルソンなどがいた。何人かの人々は、コンサルタントもしくは取締役会のメンバーとして参加した。一方、ECLコミュニティはスタンとアイリスの社会的価値観を反映して、独自の生産的で非階層的、多文化的、国際的環境を発展させた。1964年、スタンとアイリスは研究所の名前をエナジー・コンバージョン・デバイセズに変更し、会社をミシガン州トロイのより大きな地区に移した。
同社は電子メモリ、バッテリー、太陽電池の開発を続け、利益のほぼすべてをさまざまな問題の科学的研究に再投資した。その多くは、後にフラットスクリーン液晶ディスプレイなどの収益性の高い産業の基礎となった。やがてECDへのライセンス料が特に、オブシンスキーの非銀塩写真フィルム工程から生まれたアプローチでアモルファス・シリコンが太陽電池の製造に「何マイルも」使用されたときに増え始める。それがスタンの指示の下、ハーブ・オブシンスキーと機械部門の小さなグループによって設計、製造された世界初の連続ウェブ太陽光電池製造機を使用するという大胆なアプローチにつながった。何世代にもわたるマシンは後に、5メガワットのマシンではなく30メガワットのマシンを構築するというオブシンスキーの目標を達成するのに十分な資金をもたらした。マシンに対するかなりの懐疑論にもかかわらず、現在、新しい工場でECDによって非常にうまくクローン化されている。ECDはまた、ノートパソコンで一時重要であり、またハイブリッド・ガス電気自動車で引き続き重要であるニッケル水素電池からも利益を得た。

#### オブシンスキー・イノベーション・LLC
2006年8月16日、スタンの妻で50年近くのパートナーであるアイリス・オブシンスキーが水泳中に突然亡くなった。1年後、オブシンスキーはECDを退職し、後に結婚したローザ・ヤングと共に新会社を立ち上げた。オブシンスキー・イノベーション・LLCでは、同僚や産業パートナー (相変化半導体メモリを開発しているOvonyxなど) との強力な関係を築きながら、情報およびエネルギー科学の研究を続けた。オブシンスキー・イノベーションは現在、太陽光発電エネルギー源のコストを石炭よりも低くすることを約束する新しいコンセプトに基づく、新しい種類の太陽光発電所に焦点を当てている。この後者の革新は、化石燃料を時代遅れにすると同時に、新しい産業で数え切れないほどの仕事を提供するという、過去半世紀にわたる彼の長期目標を実現するのに役立つ。
ECDは、「1990年代にソーラー屋根板を開発した」企業として認識されており、「世界で最も入手可能な柔軟な薄膜を製造している」だけでなく、建物一体型太陽光発電 (BIPV) に取り組んだ最初の企業の1つでもある。彼の科学への独立した急進的な貢献のために、彼はアルバート・アインシュタインと比較されてきた。デジタル・メモリ、太陽エネルギー、バッテリー技術、光メディア、固体水素貯蔵に関する多くの発明と、何百もの基本的な科学特許により、トーマス・エジソンとしばしば比較されてきた。化石燃料の代替の分野では、彼の先駆的な仕事により、多くの作家が彼を「現代世界で最も重要なエネルギーの先見者」と呼んでいる。

### 死去
彼が最後に公の場に現れたのは、カナダのアルバータ州カルガリーにあるルイス・リエル・スクールであった。オブシンスキーは2012年10月17日、ミシガン州ブルームフィールド・ヒルズで前立腺癌のため89歳で亡くなった。

## ゼネラル・モーターズと米国自動車バッテリーコンソーシアム

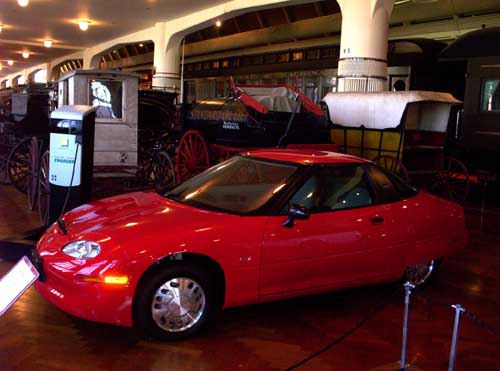
オボニックステクノロジー(会社名)は、ゼネラル・モーターズがEV1電気自動車で使用するために取得したが、以前のモデルの鉛蓄電池がNiMHバッテリーに置き換えられ始めた直後に生産が終了した。

2006年のドキュメンタリー誰が電気自動車を殺したか? のインタビューで、オブシンスキーは1990年代初頭に次のように述べている。自動車産業は カリフォルニア州大気資源委員会(CARB)を通じてオブシンスキーのバッテリー関連特許に関する知識が一般に広まるのを防ぐことで、電気自動車技術の発展を抑圧するために、米国自動車バッテリーコンソーシアム (USABC) を設立した。
オブシンスキーによれば、自動車業界はNiMH技術は、ロードカーで広く使用する準備ができていないと(わざと)誤って提案した。(ゼネラル・モーターズ、フォード、クライスラーを含む)USABCのメンバーは、オブシンスキーがBEVでのNiMHの使用の可能性を宣伝し続けた場合、また USABCの一部ではないスタートアップの電気自動車メーカーであるSolectriaにテスト用バッテリーを貸し続けた場合、オブシンスキーに対して法的措置を取ると脅した。批評家は、電気自動車は技術的にも商業的にも実行可能ではないことをCARBのメンバーに納得させることにビッグ3が関心を持っていたと主張している。
1994年に、ゼネラル・モーターズは、大型NiMHバッテリーの製造を管理する特許を含む、オボニックスのバッテリーの開発と製造における支配権を買収した。資本提携の当初の目的は、GMのEV1 BEV用のNiMHバッテリーを開発することであった。GM-オボニックス・バッテリーの販売は、後にGMのマネージャーであり、CARBの批評家であるジョン・ウィリアムズに引き継がれ、オブシンスキーは、GMに売却するという彼の決定が甘かったのではないかと疑問に思った。EV1プログラムはオボニックス・バッテリーがEV1の航続距離を150マイル以上に延長したことをフィールドテストが示していたにもかかわらず、新しいNiMHバッテリーが商品化される前に、GMによってシャットダウンされた。

## 栄誉と受賞歴
履歴書には300以上の出版物があり、オブシンスキーは科学とイノベーションへの貢献に対して多くの賞を受賞している。

### メンバーシップとフェローシップ
- アメリカ物理学会フェロー
- アメリカ科学振興協会フェロー
- デトロイト工学会（英語版）フェロー
- ミシガン大学、ミシガン理論物理学センター理事会のメンバー

### 受賞
- 1968年
  - ディーゼル金メダル - 無秩序および非晶質材料における半導体スイッチング効果の発見に対して、ドイツ発明家協会（ドイツ語版）によって贈呈(日付不明)
- 1999年
  - タイム誌より、"地球のヒーロー"と命名され、2000年にはアメリカ化学会より、アイリス・オブシンスキーと共に化学のヒーロー（英語版）を命名される(日付不明)
- 2005年
  - (日付不明)
    - エコノミスト誌より、エネルギー&環境イノベーション賞
    - 2005年ソーラー殿堂入り
- 2006年
  - フレデリック・ダグラス/ユージン・V・デブス賞(日付不明)
- 2007年
  - 名誉科学博士号(5月8日、ニュージャージー州ユニオン、ケイン大学（英語版）から)
  - ウォルストン・チャブ賞イノベーション部門、シグマ Xi（英語版）研究協会より贈呈(日付不明)
- 2008年
  - 名誉科学博士号(5月18日、ニューヨーク州オールドウェストベリー、ニューヨーク工科大学から)[27]
  - (日付不明)
    - デトロイト工学会生涯功労賞
    - 環境殿堂賞、ソーラー薄膜部門、薄膜太陽エネルギーの父
- 2009年
  - 名誉科学博士号(5月7日、ミシガン州デトロイト、ウェイン州立大学から)
  - 名誉工学博士(5月16日、イリノイ州シカゴ、イリノイ工科大学から)
  - 名誉博士号(6月30日、ルーマニア、コンスタンツァ、オビディウス大学（英語版）から)
  - (日付不明)
    - IEEE 車両技術協会の大統領表彰 - 先駆的な業績と職業への奉仕の長期にわたる傑出した記録が認められて
    - アメリカ化学会のデトロイト部門からトーマス・ミジリー賞
- 2010年
  - 名誉理学博士号 (5月1日、ミシガン州アナーバー、ミシガン大学から)
  - 名誉工学博士号 (12月11日、ミシガン州フリント、ケタリング大学（英語版）から)[28]
- 2012年
  - カナダ、カルガリーのルイス・リエル・スクールで名誉カルガリアン賞受賞 (5月24日)
  - 彼のNiMH電池の開発に対して、権威ある欧州特許庁主宰の2012年度欧州発明家賞のファイナリストにノミネート。この賞は、「革新、経済、社会に顕著な貢献」をした発明者を区別するためのヨーロッパ初の賞として2006年に開始された。(日付不明)
- 2015 年、オブシンスキーは全米発明家殿堂入りを果たした。(日付不明)
- (年月日不明)
  - アメリカ太陽エネルギー協会（英語版） - ホイト・クラーク・ホテル賞
  - Karl W. Böer - 太陽エネルギー功労勲章
  - 国際水素エネルギー協会 - ウィリアム・グローブ卿賞

## 大衆文化において
オブシンスキーは、ドキュメンタリー番組の誰が電気自動車を殺したか? や、アラン・アルダのテレビ・シリーズScientific American Frontiersのエピソード「Hydrogen Hopes」のパート1と3に出演した。Scientific American Frontiers のWebサイトでは、"Hydrogen Hopes"が無料で閲覧できるほか、同様にスタン(フォード)とアイリス・オブシンスキーのインタビューのテキストが公開されている。オブシンスキーは、PBSのテレビ・シリーズNOVA(1987年10月)で「日本の天才アメリカ人」として紹介された。

## リファレンス
1. 1 2  Avery Cohn, "A Revolution Fueled by the Sun," Berkeley Review of Latin American Studies (Spring 2008): p. 22.
2. 1 2 3  "The Edison of our Age?" The Economist, December 2, 2006, pp. 33–34.
3. 1 2  Hellmut Fritzsche and Brian Schwartz, Stanford R. Ovshinsky: The Science and Technology of an American Genius (Singapore: World Scientific, 2008), p. 1.
4. 1 2 3 4 5 6  "The Edison of our Age?" The Economist, December 2, 2006
5. 1 2 3 4 5 6 7  Hellmut Fritzsche and Brian Schwartz, Stanford R. Ovshinsky: The Science and Technology of an American Genius (Singapore: World Scientific, 2008), pp. 3, 5, 51.
6. ↑  John Fialka, "Power Surge: After Decades, A Solar Pioneer Sees Spark in Sales"  Wall Street Journal, November 27, 2006; >"The Edison of our Age?"
7. ↑  George S. Howard,  Stan Ovshinsky and the Hydrogen Economy:…Creating a Better World (Notre Dame: Academic Publications, 2006), pp. 13, 15.
8. ↑  George S. Howard,  Stan Ovshinsky and the Hydrogen Economy:…Creating a Better World (Notre Dame: Academic Publications, 2006), p. 14.
9. ↑  George S. Howard,  Stan Ovshinsky and the Hydrogen Economy:…Creating a Better World (Notre Dame: AcademicPublications, 2006), p. 23.
10. ↑  Margot Hornblower, "Listen, Detroit: You'll Get a Charge Out of This," Time, Heroes for the Planet, February 22, 1999, p. 80.
11. ↑  George S. Howard,  Stan Ovshinsky and the Hydrogen Economy:…Creating a Better World (Notre Dame: Academic Publications, 2006), p. 50.
12. 1 2 3 4  Interview with Stanford and Iris Ovshinsky by Lillian Hoddeson, January 4–5, 2006, July 19–20, 2006, and August 16, 2006, available in Hoddeson's private collection, Urbana, IL.
13. 1 2 3 4  Vijay V. Vaitheeswaran, "Invent," The New York Times Magazine, April 20, 2008, The green issue.
14. ↑  Hellmut Fritzsche and Brian Schwartz, Stanford R. Ovshinsky: The Science and Technology of an American Genius (Singapore: World Scientific, 2008), p. 17.
15. ↑  v 1.1 of the Random House Unabridged Dictionary, 2006.
16. ↑  “How 3D XPoint Phase-Change Memory Works | Selectors, Scaleability, and Conclusion” (英語). www.pcper.com (2017年6月2日). 2017年11月4日閲覧。
17. ↑  George S. Howard,  Stan Ovshinsky and the Hydrogen Economy:…Creating a Better World (Notre Dame: Academic Publications, 2006), pp. 68–69.
18. ↑  Harley Shaiken, "The Einstein of alternative energy?" Berkeley Review of Latin American Studies (Spring 2008): pp. 28–29.
19. ↑  Jeremy W. Peters, "Iris M. Ovshinsky, 79, Partner in Cleaner Auto Technology, is Dead," New York Times, September 5, 2006.
20. ↑  Jennifer Kho, "Energy Conversion Devices' turnaround: Is BIPV finally ready to take off?" Renewable Energy World, January 16, 2009 and Dominique Browning, "Extreme Makeover: White House Edition," The Wall Street Journal, January 16, 2009, W1.
21. ↑  Harley Shaiken, "The Einstein of alternative energy?" and Harley Shaiken, "Jumpstarting the Americas," Berkeley Review of Latin American Studies (Fall 2008): pp. 2-7.
22. ↑  Iain Carson and Vijay V. Vaitheeswaran, Zoom: The Global Race to Fuel the Car of the Future (Hachette, NY: Twelve, 2007), p. 5.
23. ↑  “Archived copy”. 2012年12月9日時点のオリジナルよりアーカイブ。2012年10月28日閲覧。
24. ↑  Barnaby J. Feder (2012年10月18日). “Stanford R. Ovshinsky Dies at 89, a Self-Taught Maverick in Electronics”. New York Times 2012年10月19日閲覧. "... died on Wednesday at his home in Bloomfield Hills, Mich. He was 89. The cause was prostate cancer, his son Harvey said. ..."
25. 1 2 3 4  Shnayerson, Michael (1996-08-27). The Car That Could: The Inside Story of GM's Revolutionary Electric Vehicle. Random House. pp. 194–207. ISBN 978-0679421054
26. ↑  Coker, M. (2003年5月15日). “Dude, Wheres My Electric Car!?!”. Orange County Weekly. 2009年5月24日時点のオリジナルよりアーカイブ。2009年10月8日閲覧。
27. ↑  “NYIT Announces 2008 Speakers and Honorary Degree Recipients” (2008年5月). Template:Cite webの呼び出しエラー：引数 accessdate は必須です。
28. ↑  Beata Mostafavi (2010年12月9日). “Kettering University and University of Michigan-Flint to hold commencement ceremonies; Energy icon Stanford Ovshinsky to be honored”. The Flint Journal 2010年12月27日閲覧。
29. ↑  “スタンフォード・ロバート・オブシンスキー, on season 15, episode 6” (英語). Scientific American Frontiers（英語: Scientific American Frontiers）.  PBS (2005年). 2006年時点のオリジナルよりアーカイブ。2018年1月閲覧。

## ビブリオグラフィー
- Before 2000
  - Carlisle, Norman. "The Ovshinsky Invention" Science & Mechanics, (February 1970): 38–40.
  - Sigma Xi 125th Anniversary Interview. "Stanford R. Ovshinsky (1990)," interviewed by Greg P. Smestad. [http://www.sigmaxi.org/about/125th/OvshinskyInterview.shtml]
  - Hornblower, Margot. "Listen, Detroit: You'll Get a Charge Out of This." TIME, February 22, 1999, Heroes for the Planet. [https://web.archive.org/web/20051218190648/http://www.time.com/time/reports/environment/heroes/heroesgallery/0,2967,ovshinsky,00.html]
- 2000s
  - Kridel, Tim. "Meet Stan Ovshinsky, the Energy Genius." Mother Earth News (October/ November 2006), Issue 218. [http://www.motherearthnews.com/Renewable-Energy/2006-10-01/Meet-Stan-Ovshinsky-the-Energy-Genius.aspx]
  - Fialka, John. "Power Surge: After Decades, A Solar Pioneer Sees Spark in Sales."  Wall Street Journal, November 27, 2006.
  - "The Edison of our Age?" The Economist, December 2, 2006. [http://www.economist.com/search/displaystory.cfm?story_id=E1_RPTNPGS]
  - Howard, George S.  Stan Ovshinsky and the Hydrogen Economy:…Creating a Better World. Notre Dame: Academic Publications, 2006.
  - Carson, Iain and Vijay Vaitheeswaran. Zoom: The Global Race to Fuel the Car of the Future. Hachette, New York: Twelve, 2007.
  - Fritzsche, Hellmut, and Brian Schwartz. Stanford R. Ovshinsky: The Science and Technology of an American Genius. Singapore: World Scientific Publishing Co., 2008.
  - Vaitheeswaran, Vijay V. "Invent." The New York Times Magazine, April 20, 2008, The Green Issue. [https://www.nytimes.com/2008/04/20/magazine/20invent-t.html?scp=7&sq=Ovshinsky&st=cse]
  - Cohn, Avery. "A Revolution Fueled by the Sun" Berkeley Review of Latin American Studies (Spring 2008): 22–24.
  - Shaiken, Harley. "The Einstein of Alternative Energy?" Berkeley Review of Latin American Studies (Spring 2008): 28–31.
  - Shaiken, Harley. "Jumpstarting the Americas." Berkeley Review of Latin American Studies (Fall 2008): 2–7.
  - Kho, Jennifer. "Energy Conversion Devices' Turnaround: Is BIPV Finally Ready to Take Off?" Renewable Energy World, January 16, 2009. [http://www.renewableenergyworld.com/rea/news/story?id=54510]
  - Herbert, Bob. "Signs of Hope" The New York Times Magazine, November 24, 2009. [https://www.nytimes.com/2009/11/24/opinion/24herbert.html?adxnnl=1&adxnnlx=1299791071-Bh++B403Uk7yCHtyS0665Q]
- 2010s
  - Fisher, Lawrence M. "Stan Ovshinsky's Solar Revolution" strategy+business, Spring 2011: 62–71. [http://www.strategy-business.com/article/11111?rssid=innovation&gko=ddb47]
  - Bulletin of the Atomic Scientists. "Stanford Ovshinsky: Pursuing solar electricity at a cost equal to or lower than that of coal electricity", May 2011 vol. 67 no. 3 1-7 [http://bos.sagepub.com/content/67/3/1.full.pdf+html]
  - Henderson, Tom. Crain's Detroit Business, "Quest for 'holy grail' of solar drives Ovshinsky" January 2–8, 2012, vol. 28, no. 1.
  - Hoddeson, Lillian, and Peter Garrett. The Man Who Saw Tomorrow: The Life and Inventions of Stanford R. Ovshinsky. Cambridge: MIT Press, 2018.